# Bosco Torrate
Bosco Torrate este o arie protejată (arie specială de conservare — SAC, sit de importanță comunitară — SCI) din Italia întinsă pe o suprafață de 11 ha, integral pe uscat.

## Localizare
Centrul sitului Bosco Torrate este situat la coordonatele 45°53′39″N 12°48′04″E / 45.8942°N 12.8011°E.

## Înființare
Situl Bosco Torrate a fost declarat sit de importanță comunitară în septembrie 1995 pentru a proteja 17 specii de animale. Situl a fost protejat și ca arie specială de conservare în octombrie 2013.

## Biodiversitate
Situată în ecoregiunea continentală, aria protejată conține 3 habitate naturale: Păduri ilirice de stejar și carpen (Erythronio-Carpinion), Cursuri de apă de la nivel de câmpie la nivel montan, cu vegetație Ranunculion fluitantis și Callitricho-Batrachion, Galerii de Salix alba și de Populus alba.
La baza desemnării sitului se află mai multe specii protejate:
- păsări (4): ciocănitoare neagră (Dryocopus martius), sfrâncioc roșiatic (Lanius collurio), gaia neagră (Milvus migrans), viespar (Pernis apivorus)
- amfibieni (3): izvoraș-cu-burta-galbenă (Bombina variegata), Rana latastei, Triturus carnifex
- mamifere (2): liliac cărămiziu (Myotis emarginatus), liliacul mare cu potcoavă (Rhinolophus ferrumequinum)
- nevertebrate (5): Austropotamobius pallipes, Coenonympha oedippus, fluturele auriu (Euphydryas aurinia), rădașcă (Lucanus cervus), fluturele purpuriu (Lycaena dispar)
- pești (2): zglăvoacă (Cottus gobio), Lethenteron zanandreai
- reptile (1): țestoasa de baltă (Emys orbicularis)

Pe lângă speciile protejate, pe teritoriul sitului au mai fost identificate 4 specii de amfibieni, 4 specii de mamifere, 2 specii de nevertebrate, 7 specii de reptile.